# Danacoris
Danacoris is een geslacht van wantsen uit de familie van de Miridae (blindwantsen). Het geslacht werd voor het eerst wetenschappelijk beschreven door Attilio Carapezza in 2002.

## Soorten
Het genus bevat de volgende soort:

- Danacoris compsidolonoides Carapezza, 2002